# Улзар
Улза́р (бур. Уулзар) —
улус в Джидинском районе Бурятии. Входит в сельское поселение «Верхнеторейское».

## География
Расположено в межгорной долине, на южном макросклоне хребта Малый Хамар-Дабан, на левом берегу реки Торей (левый приток Джиды), при впадении в неё речки Зун-Торей, в 12 км к северу от центра сельского поселения, села Верхний Торей, и в 65 км к северо-западу от районного центра — села Петропавловка.
В 25 км к северу от села, по другую сторону хребта Малый Хамар-Дабан, находится горное озеро Таглей.

## История
В 1931 году была открыта школа. Первым учителем был Баинов Дамче Мункуевич, уроженец улуса Верхний Бургалтай.
24 октября 2004 года открыты и освящены субурганы в местности Яргайта и в улусе Улзар.

## Население
| 2002 | 2006 | 2010 |
| ---- | ---- | ---- |
| 115  | ↘95  | ↗110 |

## Инфраструктура
- фельдшерско-акушерский пункт
- сельский клуб
- начальная школа

## Экономика
Основные занятия населения — ведение личных подсобных хозяйств, охота, сбор дикоросов.

## Достопримечательности
- Этнопоселение Улзар
- Горное озеро Таглей

## Известные люди
- Дугаржап Цыренович Дашиев (1939—2003) — оперный певец, Народный артист СССР, родился в Улзаре.
- Гэлэг Жамца Цэвэгийн — религиозный деятель, учёный-астролог, математик
- Цыдыпова, Любовь Цыбановна ― российская бурятская артистка, Заслуженная артистка Республики Бурятия, актриса Бурятского театра драмы имени Х. Н. Намсараева[3].

### Справочники
- Туристский путеводитель «Байкал». — М.: издательство VIZA, 2011
- Путеводитель путешественника «Туризм и отдых в Бурятии». — Иркутск: издательство "Время странствий", 2011